# Дружба (град)
Вижте пояснителната страница за други значения на Дружба.
Дру́жба (на украински: Дружба) е град в Украйна, Сумска област.

## География
Градът е разположен на брега на река Журавел. Намира се в най-северната част на Сумска област и на Украйна. Отстои на 30 километра североизточно от гр. Шостка и само на 6 км от границата с Русия.
Има население от 5150 души към 1 януари 2011 г.

## История
Районът на града е заселен от втората половина на ХVІІ век. Общо селище е образувано от сливането на 3 села, приело името на най-новото – Хутор Михайловски (Хутір-Михайлівський, на руски: Хутор-Михайловский).
Селището е преобразувано в град с името Дружба през 1962 г. Понастоящем Хутор Михайловски се казва железопътната гара на града.